# Ophion obscuratus

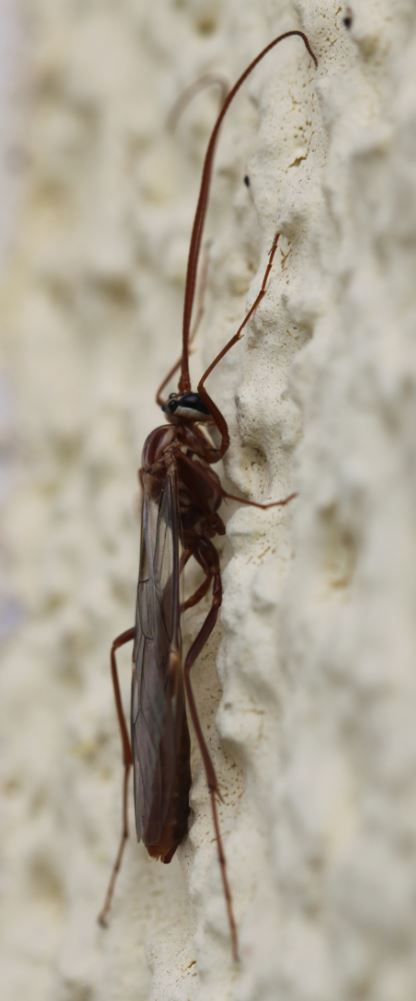
Ophion obscuratus – Seitenansicht

Ophion obscuratus ist eine Schlupfwespe aus der Unterfamilie der Ophioninae.

## Merkmale
Die 15–22 mm großen, langen und schlanken Schlupfwespen mit Vorderflügellängen von 16–18 mm sind orange bis orangebraun gefärbt ohne jede schwarze Zeichnungsanteile mit mehr oder weniger ausgedehnter, variabler gelber Zeichnung. Auf der Oberseite des Thorax befindet sich ein charakteristisches Muster aus gelben Längsstreifen, die mit Querstreifen verbunden sind. Die schwarzen Augen von Ophion obscuratus werden hinten weiß eingerahmt. Auch die langen Fühler und die Beine sind orange gefärbt. Die Art besitzt die charakteristische, reiche Flügeladerung der Ichneumonidae. Im klaren (nie gelblich getönten) Vorderflügel fehlt wie bei allen Ophioninae die Areola, eine charakteristische kleine Flügelzelle unterhalb der Radialzelle. Am vorderen Flügelrand befindet sich jeweils ein orangerotes Flügelmal oder Pterostigma, das vorne und hinten spitz zuläuft. Diese Spitzen sind weißlich gefärbt. Zur Geländeansprache der Art kann der Bestimmungsschlüssel des National History Museum dienen.
Eine genauere Bestimmung ist schwierig. Typische Merkmale für die Gattung Ophion sind: Im Vorderflügel existiert nur eine Querader zwischen Radialschaltader rs und Medialader m, die immer distal (zur Flügelspitze hin) der Querader 2m-cu einmündet. Die Discosubmarginalzelle (die große Flügelzelle unterhalb des Flügelmals) ist nach außen verlängert („pferdekopf-förmig“), sie trägt niemals ein Sklerit im Inneren. Die Flügelader Rs+2r (die unterhalb des Flügelmal ansetzt) geht fast geradlinig, nicht in einem deutlichen Winkel von diesem ab. Am Kopf sind deutliche Augenkiele ausgeprägt, seine Mandibeln sind zur Spitze hin fast gleich breit und nicht verengt. Am Rumpfabschnitt besitzen die Mesopleuren (seitlich sitzende Sklerite) keinen kleinen, stumpf knopfförmigen Vorsprung am unteren Rand. Das erste Tergit des freien Hinterleibs besitzt keine Glymmae, das sind seitlich sitzende Längsfurchen. Sein Stigma sitzt in der hinteren Hälfte. Die Art ist an der Färbung (vgl. oben) von den meisten anderen Arten der Gattung in Mitteleuropa unterscheidbar. Von Ophion forticornis unterscheidet zum Beispiel die Antennengliederung, die Antennengeißel der langen Antennen besitzt bei O.obscuratus mehr als 51 Glieder, bei O.forticornis sind es weniger als 50. Diese seltene Art wird vor allem aus Sanddünen gemeldet.
Die Art besitzt mehrere Generationen im Jahr, die sehr variabel sind und sich voneinander unterscheiden. So treten im Herbst zwei Formen nebeneinander auf, die sich merklich in der Körpergröße unterscheiden und unterschiedlich viele Geißelglieder der Antennen besitzen. Die Interpretation der genetischen Daten legt die Vermutung nahe, dass sich unter dem Artnamen mehrere Kryptospezies verbergen.

## Vorkommen
Ophion obscuratus ist in der Paläarktis und Orientalis weit verbreitet. Sie kommt in ganz Europa einschließlich den Britischen Inseln und des Mittelmeerraums und der Türkei vor, von hier an ostwärts über Indien bis nach China, Japan und Korea. In Großbritannien gilt sie als weit verbreitet und überall häufig.

## Lebensweise
Die ausgewachsenen Schlupfwespen ernähren sich von Blütennektar. Sie sind dämmerungs- und nachtaktiv und werden regelmäßig von künstlichen Lichtquellen angelockt. Ihre Flugzeit umfasst nahezu das ganze Jahr, mit einer Unterbrechung im Sommer (Juni und Juli). Ophion obscuratus  wird überwiegend im Frühjahr und Herbst gefangen, gehört aber zu den wenigen Schlupfwespen-Arten, die, in beiden Geschlechtern, bei geeignetem Wetter den ganzen Winter über flugaktiv sein können. Wie alle Ophioninae ist die Art ein solitärer, koinobionter Endoparasitoid von Schmetterlingsraupen; dies bedeutet: In jeder Raupe parasitiert nur eine Schlupfwespenlarve, die im Inneren des nach der Eiablage weiterlebenden und beweglichen Wirts heranwächst, bis sie ihn im letzten Stadium letztlich abtötet. Sie parasitiert an Raupen von Eulenfaltern (Noctuidae), ohne besondere Bevorzugung bestimmter Arten oder Raupenstadien erkennen zu lassen. Die Kohleule (Mamestra brassicae) wird jedoch als eine der Hauptwirtsarten genannt.

## Taxonomie und Systematik
Die Unterfamilie Ophioninae umfasst 32 Gattungen, überwiegend gelbbrauner, nachtaktiver Schlupfwespenarten und besitzt ihren Verbreitungsschwerpunkt in den Tropen. Im Gegensatz dazu ist die artenreiche Gattung Ophion weltweit, überwiegend in kühleren Klimaten verbreitet, neben der Paläarktis und Nearktis tritt sie auch in Gebirgen der Tropen auf. Ihre Monophylie ist, im Gegensatz zu derjenigen der Unterfamilie, zweifelhaft. In der Paläarktis sind 79 Arten der Gattung verbreitet. Davon kommen 16 in Großbritannien vor. Sie bildet mit einer Reihe ähnlicher paläarktischer und nearktischer Arten die obscuratus-Artengruppe. Die Gruppe umfasst zahlreiche, teilweise morphologisch sehr ähnliche Arten, so dass von vielen noch unbeschriebenen Arten ausgegangen wird. Ihre Monophylie ist ungesichert.